# Metz-le-Comte
Metz-le-Comte és un municipi francès, situat al departament del Nièvre i a la regió de Borgonya - Franc Comtat. L'any 2007 tenia 194 habitants.

## Demografia

### Població
El 2007 la població de fet de Metz-le-Comte era de 194 persones. Hi havia 86 famílies, de les quals 28 eren unipersonals (12 homes vivint sols i 16 dones vivint soles), 29 parelles sense fills i 29 parelles amb fills.
La població ha evolucionat segons el següent gràfic:
Habitants censats

### Habitatges
El 2007 hi havia 163 habitatges, 84 eren l'habitatge principal de la família, 74 eren segones residències i 5 estaven desocupats. 159 eren cases i 4 eren apartaments. Dels 84 habitatges principals, 67 estaven ocupats pels seus propietaris, 14 estaven llogats i ocupats pels llogaters i 2 estaven cedits a títol gratuït; 1 tenia una cambra, 7 en tenien dues, 19 en tenien tres, 24 en tenien quatre i 32 en tenien cinc o més. 60 habitatges disposaven pel capbaix d'una plaça de pàrquing. A 36 habitatges hi havia un automòbil i a 38 n'hi havia dos o més.

### Piràmide de població
La piràmide de població per edats i sexe el 2009 era:
| Homes | Edats   | Dones |
| ----- | ------- | ----- |
| 0     | 95 o +  | 0     |
| 4     | 90 a 94 | 4     |
| 8     | 85 a 89 | 12    |
| 0     | 80 a 84 | 8     |
| 8     | 75 a 79 | 20    |
| 24    | 70 a 74 | 24    |
| 12    | 65 a 69 | 24    |
| 24    | 60 a 64 | 24    |
| 12    | 55 a 59 | 16    |
| 4     | 50 a 54 | 32    |
| 20    | 45 a 49 | 24    |
| 28    | 40 a 44 | 12    |
| 20    | 35 a 39 | 16    |
| 16    | 30 a 34 | 12    |
| 8     | 25 a 29 | 12    |
| 8     | 20 a 24 | 4     |
| 12    | 15 a 19 | 16    |
| 12    | 10 a 14 | 12    |
| 12    | 5 a 9   | 16    |
| 16    | 0 a 4   | 24    |

## Economia
El 2007 la població en edat de treballar era de 105 persones, 72 eren actives i 33 eren inactives. De les 72 persones actives 59 estaven ocupades (37 homes i 22 dones) i 12 estaven aturades (4 homes i 8 dones). De les 33 persones inactives 12 estaven jubilades, 8 estaven estudiant i 13 estaven classificades com a «altres inactius».

### Ingressos
El 2009 a Metz-le-Comte hi havia 83 unitats fiscals que integraven 181 persones, la mediana anual d'ingressos fiscals per persona era de 16.230 €.

### Activitats econòmiques
Dels 2 establiments que hi havia el 2007, 1 era d'una empresa immobiliària i 1 d'una empresa classificada com a «altres activitats de serveis».
L'any 2000 a Metz-le-Comte hi havia 14 explotacions agrícoles que ocupaven un total de 1.332 hectàrees.

## Poblacions més properes
El següent diagrama mostra les poblacions més properes.